# Tanytarsus aberrans
Tanytarsus aberrans är en tvåvingeart som beskrevs av Carl Johan Lindeberg 1970. Tanytarsus aberrans ingår i släktet Tanytarsus och familjen fjädermyggor. Arten har ej påträffats i Sverige. Inga underarter finns listade i Catalogue of Life.